# Kup"jans'k
Kup"jans'k (in ucraino Куп'янськ?; in russo Купянск?, Kupjansk; traslitterazione anglosassone Kupiansk) è una città (1600 abitanti) situata nel distretto di Kup"jans'k, nell'oblast' di Charkiv, in Ucraina. Ospita l'amministrazione del Distretto di Kup"jans'k e della comunità territoriale di Kup"jans'k, una delle comunità territoriali dell'Ucraina.
Fino al 18 luglio 2020  Kup"jans'k era classificata come città di rilevanza regionale e apparteneva al comune di Kup"jans'k, ma non al distretto di Kup"jans'k , anche se costituiva il centro amministrativo del distretto. Come parte della riforma amministrativa dell'Ucraina, che ridusse a sette il numero dei distretti dell'oblast' di Charkiv, la città fu inclusa nel distretto di Kup"jans'k.
Kup"jans'k è un importante nodo ferroviario nella regione.
Kup"jans'k è stata occupata dalle forze russe dal 27 febbraio, durante l'invasione russa dell'Ucraina del 2022.
La città è stata infine liberata dalle forze armate ucraine il 10 settembre 2022.